# Denise Dumont
Denise Bittencourt Teixeira, mais conhecida como Denise Dumont (Fortaleza, 20 de março de 1955), é uma atriz, modelo e produtora brasileira.
É filha de Humberto Teixeira (principal parceiro de Luiz Gonzaga, inclusive em Asa Branca), e da atriz e pianista Margot Bittencourt (na época, Margarida Teixeira). É mãe de dois filhos: Diogo (com o ator Cláudio Marzo) e Anna Bella (com Matthew Chapman).
Participou de diversas novelas e filmes no Brasil, mas, depois de se casar com o produtor Matthew Chapman, passou a morar em Nova Iorque. Em agosto de 1980 e janeiro de 1981 posou para a Playboy, e, em outubro de 1981, para a revista Status.
Em 2007, participou da série Elas por Elas (TV Cultura), onde fez o papel de Katia Forton.

## Carreira

### No cinema
| Ano  | Título                                | Personagem     |
| ---- | ------------------------------------- | -------------- |
| 1980 | Terror e Êxtase                       | Leninha        |
| 1981 | Os Vagabundos Trapalhões              | Juliana        |
| 1981 | Eros, O Deus do Amor                  | Ana            |
| 1981 | Filhos e Amantes                      | Marta          |
| 1982 | Rio Babilônia                         | Cláudia        |
| 1983 | Bar Esperança                         |                |
| 1984 | O Beijo da Mulher Aranha              | Michele        |
| 1985 | Amenic - Entre o Discurso e a Prática |                |
| 1987 | The Allnighter                        | Julie          |
| 1987 | A Era do Rádio                        | Cantora latina |
| 1988 | Jorge, um Brasileiro                  | Fernanda       |
| 1989 | Minas-Texas                           |                |
| 1989 | Heart of Midnight                     | Mariana        |
| 1998 | Heartwood                             | Irene Orsini   |
| 2014 | Tim Maia                              | Mrs. Cardoso   |

Parte técnica
- 2009 - O Homem que Engarrafava Nuvens (documentário - produtora)

### Na televisão
| Ano  | Título                    | Personagem     | Notas                               |
| ---- | ------------------------- | -------------- | ----------------------------------- |
| 1973 | O Semideus                | Analu          |                                     |
| 1978 | Ciranda, Cirandinha       | amiga de Hélio |                                     |
| 1978 | Gina                      | Elizabeth      |                                     |
| 1979 | Marron Glacê              | Andréa         |                                     |
| 1980 | Marina                    | Marina         |                                     |
| 1981 | Baila Comigo              | Xuxa           |                                     |
| 1982 | Quem Ama Não Mata         | Júlia          |                                     |
| 1983 | Voltei pra Você           | Maraísa        |                                     |
| 1986 | The Equalizer             | Maria Rivera   | Episódio: "Tip on a Sure Thing"     |
| 1987 | Corpo Santo               | Nélia Rezende  |                                     |
| 1994 | Confissões de Adolescente | Dra. Sônia     |                                     |
| 1998 | Mulher                    | Úrsula Cruz    | Episódio: "Compulsão"               |
| 2010 | As Cariocas               | Taci           | Episódio: "A Atormentada da Tijuca" |